# 桂春団治 (2代目)
2代目 桂 春団治（かつら はるだんじ、1894年8月5日 - 1953年2月25日）は、落語家（上方噺家）。本名: 河合 浅次郎。出囃子は「野崎」。名は、旧字体で「春團治」とも表記する。

## 概要
師匠・初代桂春団治ゆずりの爆笑型の本格的な滑稽噺を演じ、初代をしのぐ人気を誇った。
大阪・朝日放送ラジオの開局記念特別番組『春團治十三夜』のために、放送日の数か月前に録音されたとされるテープ音源は、落語のライブ（会場にマイクを設置し、観客の反応を同時に収録する）形式の音源としては、東西を通じて現存が確認できる最古のものである。
3代目桂春団治は彼の実子である。

## 来歴

### 落語家になるまで
一説には筆職人の家に生まれたとされるが、夫人の河本寿栄が著書で「2代目自身の思い出話」と断りを入れて記したところによると、彼の実父は赤壁周庵の血を引くという大阪・難波の病院院長のひとり息子で、実家の反対を押し切って、自宅に出入りしていた鳶職の棟梁の娘と結婚したが、2代目が生まれる直前に輜重輸卒に志願して従軍した日清戦争で戦病死したという。母親はのちに実家の奉公人と再婚したが、その義父は放蕩の果てに失踪。母親も「14 - 15歳」の時に死去して家業は廃れたという。
浅次郎は義父がもうけた3人の弟を抱え、足袋屋（上述の寿栄による回想録では酒樽・醤油樽の「呑み口」＝蛇口造りの職人）に奉公に出たものの、小さいころからの芸好きが高じ、16歳の1910年に素人落語をやったりした。19歳の時に大阪俄および喜劇の佐賀家圓助の一座に入門して「佐賀家圓蝶」を名乗り、俄や軽口を演じた。その後旅芝居に加わった。1917年頃には、歌舞伎の一座に加わってウラジオストクに公演に行ったという。俄師だった頃に、若手時代の浪曲師・2代目広沢虎造と懇意になった。
この間、奉公人だった頃に最初の妻（春枝）と結婚した。

### 落語界入りと名跡襲名
圓蝶が落語家になった経緯にはふたつの説がある。ひとつは彼のいた一座によく客演し、懇意になっていた初代春團治門下の桂我團治（のちの2代目三遊亭百生）に、彼が「本当は落語家になりたかった」と心境をうちあけた結果、初代春團治の紹介を受けたというもの。もうひとつは大阪・新世界の劇場での出演を見ていた初代春團治が才能に目をつけ、直接スカウトしたというものである。
1920年入門。前座名は圓蝶の一字を取り、桂春蝶（初代。のちの代と異なり、「しゅんちょう」ではなく「はるちょう」と読む）。1921年6月には、福々しい容貌から師・初代春團治によって桂福團治と改名される（初代）。この時すでに笑福亭福團治がいたため、桂福團治が所属する吉本興行部における大看板・4代目笑福亭松鶴が抗議しているが、初代春團治はそれを突っぱね、そのまま名乗らせた。
1934年11月、初代春團治の死後間もなく、「人気もあるし、先代に一番芸風が似ている」という吉本せいの薦めにより、2代目の名跡を襲名した。
襲名に前後して妻の春枝が産後に健康を害して死去。まもなく、寄席のお茶子をしていた女性（糸）と再婚する。しかしその糸も、出産後の抜糸から高熱を発して1939年に病没した。
襲名に際し、初代が吉本に対して残した多額の借金も相続したとされるが、夫人の寿栄は、のちにこの伝説を訂正している。日中戦争の影響で寄席興行が減ってきた1939年 - 1940年頃、2代目は吉本興行部の後身・吉本興業に「師匠がそうしたように、全国を巡業して回りたい」と申し出たところ、経営する寄席での出演が減少することをよしとしない吉本が、「期限を切ってならともかく、巡業中心で、その合間に寄席に出るというのは専属契約解除に等しい」と認めず、そこではじめて初代の借金を持ち出し、巡業阻止をはかったものだという。
この吉本との確執は裁判沙汰となり、2代目は長らく、京阪神・東京・名古屋・静岡など大都市圏の寄席や劇場に「桂春團治」の名で出演することができなくなった。2代目は漫才師・浪曲師・奇術師などと一座を組み、戦後にかけて地方を巡業して自主興行をおこなった。手塚治虫は漫画家としてデビューする前の1945年頃、2代目が地方での自主興行を行う際のポスター画を提供した。ポスターは宝塚市立手塚治虫記念館に展示されている。親交を重ねるうち、2代目は手塚の漫画家志望という進路を案じ、落語家になるよう勧めたという。手塚の著書では、当時近所に住んでいてポスターを制作することになり、それを届けた際に「手塚さん、ええ声してなはるやないか。よう通るし、スジがええ」「噺家になっても充分使える声や」と誘われたという記述になっている。なお、手塚と親交があり「ジャズ漫画」で吉本興業で活躍した木川かえるによると、手塚は2代目から落語の指導も受けていたことを証言している。
1946年の九州巡業の際には、実子の一（はじめ）が荷物持ち兼雑用係として同行、博多で急病を発した漫才師の代役として舞台に上がり、聞き覚えの『寄合酒』を演じる。この経験により一は落語に興味を抱き、翌1947年3月に2代目に弟子入りして桂小春を名乗ることになる。
私生活では1944年2月に、広島市の料理屋「小松」の娘だった河本寿栄と3度目の結婚をする。寿栄の父は素人芝居を結成して公演をおこない、その際2代目を招いて交流があった。

### 晩年
1945年末に吉本との訴訟が一段落し、京阪神の寄席に復帰。ミナミの戎橋松竹や京都・新京極の富貴亭などに多く出演した。5代目笑福亭松鶴に反目した漫談家の丹波家九里丸に誘われる形で、1948年3月に（当時上方落語家が結集していた）戎橋松竹を脱退して浪花新生三友派を旗揚げする。妻の河本寿栄によると、2代目は浪花新生三友派に加わるに際して「寄席が増えてきたら吉本さんが手を出しはるやろう、そうなった時もう芸人の泣かされる中間搾取は許したくない、東京のように芸人は芸人同士で手を握ろう」という考えを持っていたという。しかし、九里丸がトラブルを起こしたこと等により芸人が少しずつ戎橋松竹に戻り、最後は若手落語家グループ「さえずり会」の仲介（このとき、2代目は実子の桂小春から説得を受けた）により1949年4月、両派が合同した関西演芸協会が設立され、元の鞘に収まった。
1950年、映画『旗本退屈男捕物控』前後編の撮影中に胸の痛みを訴えて倒れ、心臓弁膜症と診断された。これ以後、大阪大学医学部附属病院への入退院を繰り返しながら寄席・放送・映画の仕事をこなした。
1951年、大阪・中之島の朝日会館スタジオにおいて、ラジオ番組『春團治十三夜』の収録を行った。2代目は本番組のオファーを、妻の河本寿栄（マネージャーを兼務していた）がお囃子の仕事で外出中に独断で受けてしまった。心臓弁膜症をかかえた状態で、13席の異なったネタを客前で連日録音するような高負担の仕事をさせられないと感じた寿栄は、一度オファーを断っている。しかし、朝日放送から1回あたり3万円のギャラを提示され（当時の芸人の放送出演料最高額は初代柳家三亀松の30分あたり2万円が最高額であり、それを上回った）、出演契約が成立。「日本一の笑芸人」として録音に臨むことになった。ただし、河本寿栄は回想録で、3万円というギャラは自分から朝日放送に提示したと述べている。
1953年1月11日から、戎橋松竹で2代目の「病気全快出演特別興行」が開幕した。その際に初代の所有していた「赤い人力車」伝説にちなみ、弟子の桂春坊に泥除け部分のみ赤く塗らせた人力車を仕立て、楽屋入りした。このときに冬の外気にさらされて風邪をひいたことが、後述の死の遠因になったとされる。
1月20日、その特別興行の千秋楽で、観客からのリクエストに応えての『祝いのし』を演じている最中に気分が悪くなり噺を中断。見台をつかみながら「今晩のところは身体の調子が悪くて、もう噺がやれません。今夜のところは春団治に祝儀をやったと思し召して、どうぞ次回、お開き直しをいただきまして、今夜はこれにて幕といたしたく」と口上を述べて、観客に中断を謝罪。緞帳が下り切るとともに倒れ込み、「舞台で倒れるのは縁起が悪い」との古くからの幕内での戒めを守った（ただし、下りる直前は駆けつけた妻の寿栄が体を支えていた）。そのまま回復することなく同年の2月25日早朝、天王寺区の大阪警察病院で死去した。58歳没。数時間に渡って「どんちょう、おかあちゃん」とうわ言を繰り返した最期だったという。
葬儀は「戎橋松竹葬」として四天王寺本坊で盛大に行われた。この「戎橋松竹葬」は親族による密葬のあと、本葬をせざるを得ない状況ながら遺族には資金がすでになかったため、妻の寿栄が戎橋松竹支配人だった勝忠男に依頼して実現したものだった。
谷崎潤一郎は、訃報からひと月後、毎日新聞に寄せた随想「春団治のことその他」の中で次のように述べている。
春団治の訃を伝へた大阪京都の諸新聞が、殆ど異口同音に、此れで大阪落語も滅びたと云つてゐたが、いかにもさういふ感が深い。五十八歳といふ若さだから、せめてもう十年も生きて後進の養成をしてくれたならば、大阪落語もまだまだ発展の余地があつたと思ふ。（中略）笑福亭松鶴なき後は、彼が大阪落語の第一人者であつたことは恐らくだれも異存はあるまい
また谷崎は、大阪落語を聞くために松鶴をよんで会を催したことがある一方で、晩年しばしばエロ落語をやっていた春団治については、この人の話には必ず生殖器や糞や小便や水洟のことが出ないことがないと言っていい位なので、一度会いたいと思っていながら、妻子ある手前思い切って家に呼ぶ気になれない、と随想で洩らしている。
吉田留三郎は「二代目はむしろ一切を集めて老熟大成する型であった。今しばらく天が寿命をかせばと惜しまれる」と書いた。

## 芸風・評価
人物描写を細部にわたって施した独特の話芸は、「初代よりも上手い」と評する専門家が多い。東京の8代目桂文楽は「関西の名人」と称え、6代目笑福亭松鶴は青年時代に陶酔し、いくつかの演目を受け継いだ。
弟子の2代目露の五郎兵衛は、2代目の芸の巧みさを「初代は、春団治自身が型破りで面白かった。二代目は落語が面白かった」と表現した。2代目五郎兵衛によると、還暦を過ぎたら春団治の名を譲って剃髪し、桂笑翁を名乗ってさらに芸風を変えると言っていたという。
出囃子「野崎」については以下のエピソードがある。
- 初代春團治も主に「野崎」で出たことで知られたが、高座によってはたびたび、本人の気分次第で別の曲に変えて出ていた。2代目はこれを快く思わず、「春団治の出囃子は『野崎』でなければならない」と定めたという。この結果、3代目も「野崎」を使い、4代目は襲名に際して出囃子を「野崎」に変更した[31]。
- 8代目桂文楽は「野崎」を気に入り、2代目に対し「自分の出囃子にしたい」と懇願した。2代目は、東京でのみ使用することと、2代目が東上した際に使用を控えることを条件に、これを許可した[3]。東京の落語家ではほかに9代目桂文治が「野崎」を用いている。

### 主な得意ネタ
- 阿弥陀池
- 按摩炬燵
- 鋳掛屋
- 祝いのし
- 打飼盗人
- 馬の田楽
- 黄金の大黒
- 壺算
- 猫の災難
- 野崎詣り
- ふたなり[1]
- へっつい盗人[1]
- 豆屋[1]
- 大和閑所
- 寄合酒

## 主な音源

### 春團治十三夜
『春団治十三夜』（はるだんじ じゅうさんや）は、朝日放送ラジオの開局記念特別番組として企画されたもので、1951年11月13日から翌年・1952年2月5日にかけての13週にわたり、毎週土曜21時から21時30分に録音放送された。スタジオ内に観客を招き、古典上方落語を毎週1席ずつ口演するという内容であった。朝日放送には番組内容を収録した録音テープが『いかけや』『黄金の大黒』『ろくろ首』の3回分を除いて残されており、CD音源化されている。
放送された演題

1. 阿弥陀池（1951年11月13日）
2. 猫の受難（1951年11月20日）
3. いかけや（1951年11月27日）
4. 壺算（1951年12月4日）
5. 打飼盗人（1951年12月11日）
6. 祝い熨斗（1951年12月18日）
7. 豆屋（1951年12月25日）
8. 黄金の大黒（1952年1月1日）
9. 二番煎じ（1952年1月8日）
10. ろくろ首（1952年1月15日）
11. あんま炬燵（1952年1月22日）
12. 青菜（1952年1月29日）
13. 近日息子（1952年2月5日）

### CD
- 二代目 桂春團治ライブ十番（日本伝統文化振興財団、2011年10月）- 上記の『春團治十三夜』のうち10席をCD化したもの。

## 人物
身長160センチメートルに対し腹周り150センチメートルという短躯肥満の体格で、息子の3代目春団治は「とっくりみたいな体つき」と形容した。3代目春団治の弟子によると、「腹回りがあるので大きく見えたが、実際は3代目よりも身長は低い」とのこと。
戦前は南森町交差点の一角に小さな飲み屋を経営。寄席が終わると店に行き、自ら魚をさばいて、客にふるまった。子息の一の健康を案じて宝塚市（当初は中山寺近く、次いで清荒神）に住まいを移した時にも、そこでお茶屋「春團治茶屋」を、太平洋戦争中に廃業するまで開いていた。中山寺から清荒神に移ったのは、中山寺には妊婦しか参詣せず、2代目が好んだ「粋筋」の女性が来ないというのが理由だったという。

## 落語以外の活動

### 映画
- 弥次喜多猫化け道中（1949年、東横映画） - ダボハゼの八五郎[33]
- 旗本退屈男捕物控 前篇 七人の花嫁（1950年、東横映画） - 藪井珎庵[34]
- 旗本退屈男捕物控 後篇 毒殺魔殿（1950年、東横映画） - 藪井珎庵[34]
- 十六文からす堂 千人悲願（1951年、新東宝） - 七百の松[33]
- 清水港は鬼より怖い（1952年、東映） - 次郎長[33]
- 恋風五十三次（1952年、東映） - 駕籠の客[33]

## 弟子
- 3代目桂春団治 - 実子
- 2代目露の五郎兵衛
- 3代目桂文我
- 祝々亭舶伝 - 師との死別後、2代目桂福団治（現3代目春団治）門下となる。

実子の3代目が入門する前には桂團治（桂春治）、桂春楽、漫才に転じた桂春雨（1964年生まれの同名の噺家とは別人。リンク参照）がいた。